# پی‌جی‌او اسکوترز
پی‌جی‌او اسکوترز (انگلیسی: PGO Scooters) شرکت خودروسازی تایوانی است، که در سال ۱۹۶۴ تأسیس شد.